# Buccochromis oculatus
Buccochromis oculatus é uma espécie de peixe da família Cichlidae. 
Pode ser encontrada nos seguintes países: Malawi, Moçambique e Tanzânia.
Os seus habitats naturais são lagos de água doce. 